# Antoon Geertruidus Berendinus ten Kate
Antoon Geertruidus Berendinus ten Kate (3 december 1897 - 31 oktober 1947) was een Nederlands predikant en verzetsstrijder in Brussel.

## Levensloop
Ten Kate had in Utrecht theologie gestudeerd en was lid geworden van studentenvereniging Elias Annes Borger. De leden en oud-leden van Borger hadden intensief contact. Op 26 juni 1927 volgde hij ds Willem Hoek op als predikant van de Nederlandse Evangelische Kerk in Brussel.
Tijdens de Tweede Wereldoorlog was hij mede-oprichter van het Comité tot steun van Nederlandse Oorlogsslachtoffers in België. Maurice Bolle had hem benaderd voor extra geld en onderduikadressen en er kwam een samenwerking tot stand die uitgroeide tot een groep die in 1942 veel joden aan onderduikadressen hielp en vanaf 1943 veel Engelandvaarders van valse papieren en veilige routes voorzag.
Bolle werd op juli 1943 gearresteerd en opgevolgd door Paul van Cleeff. Nadat de Duitsers een adressenboekje hadden gevonden, werd een deel van die groep gearresteerd, inclusief Van Cleefe en ds Ten Kate. Ze slaagden erin om in september 1944 uit de Duitse gevangenis te ontsnappen waarna Van Cleeff de leiding van de groep weer op zich nam. 
Brussel werd eind september 1944 door de geallieerden bevrijd. Ten Kate beschreef in een rapport van acht pagina's de verzetsactiviteiten van hemzelf en anderen. Hij noemde daarin namen van twee andere Borger-leden, zijn neef Chris ten Kate (in februari 1944 gearresteerd) en Daan van der Most van Spijk. Ook de namen van twee studenten, David Verloop en Frits Iordens, die in Utrecht een ander vak studeerden, zijn genoemd. 
Ten Kate overleed in 1947.